# William Fawcett (acteur)
Pour les articles homonymes, voir Fawcett.
William Fawcett (né le 8 septembre 1894 à High Forest (en), Minnesota et mort le 25 janvier 1974 à Sherman Oaks, Californie) est un acteur américain.

## Filmographie partielle
- 1949 : Batman et Robin de Spencer Gordon Bennet
- 1949 : The Adventures of Sir Galahad de Spencer Gordon Bennet, rôle de Merlin
- 1951 : Captain Video: Master of the Stratosphere de Spencer Gordon Bennet et Wallace Grissell
- 1951 : L'Aigle rouge de Bagdad de Lew Landers
- 1952 : La Mission du commandant Lex d'André de Toth
- 1955 : Rintintin épisode La Ville aux fantômes : George Higgins
- 1955 - 1960 : Fury (série télévisée)
- 1956 : Guet-apens chez les Sioux (Dakota incident) de Lewis R. Foster
- 1960 : Au nom de la loi (TV) saison 2 épisode 19 (Le Monstre/The Monster) : Prospecteur
- 1962 : L'École des jeunes mariés (Period of Adjustment) de George Roy Hill
- 1964 : Feu sans sommation (The Quick Gun) de Sidney Salkow
- 1966 : Jesse James contre Frankenstein de William Beaudine
- 1968 : Le Virginien (TV) saison 6 épisode 19 (prisonnier sur parole) : Le télégraphe
- 1968 : Le Virginien (TV) saison 7 épisode 14 (Stopover) : Clem
- 1970 : Le Virginien (TV) saison 9 épisode 12 (Last of the Comancheros) : Hostler